# Overtro
 Denne artikel bør gennemlæses af en person med fagkendskab for at sikre den faglige korrekthed.

Overtro er tro på magter og årsagssammenhænge, der falder udenfor videnskabens love, og mangler en fornuftig, "rationel" begrundelse. Man kan ikke kalde alle former for tro, der ikke kan videnskabeligt bekræftes, for overtro. Der findes naturlove, videnskaben ikke kender til. Men trosformerne kan heller ikke tillægges videnskabelig gyldighed. Trosformer kræver ikke videnskabelig bekræftelse for at være gyldige trosformer. Forskellen mellem tro og overtro ligger i, hvor vidt man kan give en filosofisk set rationel begrundelse for sin tro. Fravær af rationel begrundelse kan defineres som overtro. Det er således ikke den enkelte trosform, der kan kaldes overtro, men fravær af rationel begrundelse i den måde, man dyrker sin tro. Dermed kan overtro findes i enhver trosform. Ligesom den kan være fraværende. Overtro adskiller sig fra folketro, der hører hjemme i et accepteret sæt forestillinger i den tid og det samfund, hvor den forekommer.
Ifølge den store danske encyklopædi anses overtro at være et relativistisk begreb. Det, der er overtro for nogle, er ikke overtro for andre. Det er tro. Valget afhænger af verdensbillede. Da der ifølge Karl Popper's kritiske rationalisme ikke findes noget sikkert verdensbillede, kan intet valg, der fraviger det alment anerkendte anses for at være forkert af andre end den, der kun anerkender enten sin egen åndelige trosform eller det intersubjektive verdensbillede, der er kendt af naturvidenskaben. 
Ældre overtro lever videre i tanker om fredag den 13. som ulykkesdag og 13 som et ulykkestal, så hverken SAS, Ryanair, Emirates, Lufthansa eller Singapore Airlines har en sæderad med nr. 13 i flyene. Modsat har man opfatninger om heldige tal, firkløvere som lykkebringere, osv.
Usikkerhed skaber grobund for overtro.

## En tyvs finger i øllet
Til overtro regnes opfatningen af, at en knogle fra en tyv kommet i øllet, ville hjælpe på ølsalget eller drøje øllet. Retssagen 1734-35 mod to natmænd i Kalundborg, Hans og Mikkel, omhandler denne overtro. Da Hans Alsing var blevet hængt i Finderup galge 20 km sydvest for Kalundborg havde deres ældre bror Anders og natmandsknægten Mathias skåret hans "hemmelighed" (dvs. penis) og ene hånd af. De afskårne kropsdele blev båret over tre kirkegårde - Sæby, Ubby og Årby - for at forøge deres kraft, og vel ankommet Kalundborg blev de 4 fingre afskåret og uddelt, blandt andet til en krokone, mens hånd og tommelfinger blev begravet i Galgebakken udenfor byen.

## Ekstern henvisning
- Folketro Arkiveret 28. september 2007 hos  Wayback Machine – artikel på Dansk Folkemindesamlings hjemmeside   Edward Zerin: Popper on God: The lost interview. Skeptic 6.2 (1998   Gustav Henningsen. Folkemindeforsker: Den store danske encyklopædi

| Religion | Spire Denne religionsartikel er en spire som bør udbygges. Du er velkommen til at hjælpe Wikipedia ved at udvide den. |